# Oxyphyllum pennatum
Oxyphyllum pennatum är en insektsart som beskrevs av Hancock, J.L. 1909. Oxyphyllum pennatum ingår i släktet Oxyphyllum och familjen torngräshoppor. Inga underarter finns listade i Catalogue of Life.